# Interdom

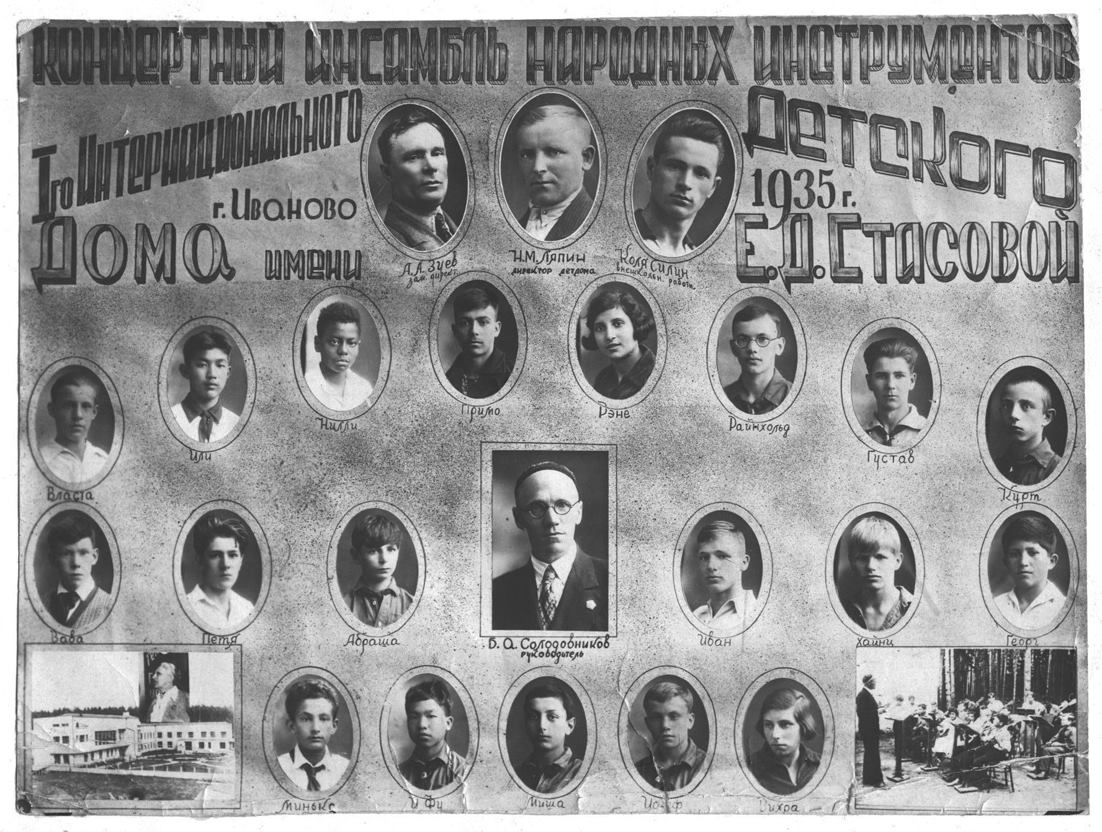
Interdom

El Hogar Internacional Infantil de Ivánovo, más conocido por el acrónimo Interdom (en ruso: Интердом), es un centro educativo de la Federación de Rusia, que acoge desde 1933 a niños y niñas de todo el mundo en situación de vulnerabilidad social y familiar. Este centro se ubica en la ciudad rusa de Ivánovo, en el centro de la Rusia europea. 

## Historia de la creación
El Hogar Internacional Infantil de Ivánovo fue fundado el 1 de mayo de 1933 por iniciativa conjunta entre Elena Stásova, presidentа del Socorro Rojo Internacional y los trabajadores de Ivánovo, para los niños cuyos padres revolucionarios, estaban encarcelados en diversos países con regímenes reaccionarios y fascistas. Los fondos para la construcción del primer complejo de edificios fueron donaciones voluntarias de los trabajadores de Ivánovo y personas comunes y corrientes de otras regiones de la Unión Soviética. También colaboraron con fondos las secciones del Socorro Rojo de Alemania, Suiza, Dinamarca y Noruega entre otros países. La creación de este orfanato fue una manifestación del internacionalismo y la buena disposición de los ciudadanos soviéticos hacia los huérfanos hijos de luchadores antifascistas. 
El complejo arquitectónico original fue diseñado por Nikolái Ivánovich Porjunov. El edificio fue construido al moderno estilo del constructivismo y, la planta se asemejaba a un hoz y martillo. En 1991 se construyeron nuevos módulos.

## Actividades
Los primeros alumnos fueron los hijos de antifascistas de Alemania, Grecia, Austria, Bulgaria, Hungría, Italia y muchos otros lugares. Durante la Guerra Civil Española, los niños españoles llegaron masivamente al Interdom, lo mismo sucedió con la intensificación de la lucha revolucionaria en China. 
El Interdom se convirtió, para estos huérfanos, en su segunda patria. La vida conjunta, la propia historia y la cultura los unieron a todos en una sola comunidad con el pueblo soviético, lo que se manifestó durante la Gran Guerra Patria (como se llama en Rusia a la Segunda Guerra Mundial), cuando 54 alumnos del Interdom, fueron voluntariamente al frente. 17 de ellos no regresaron.
A lo largo de su historia, el Interdom ha acogido a niños y niñas de más de 80 países. La composición étnica de los niños del Interdom ha sido un indicador de los trastornos sociales del mundo. Al igual que paso con la Guerra Civil Española y la Revolución China, el movimiento revolucionario en Irán, produjo la llegada masiva de niños iraníes en los años 50. Los golpes militares en Grecia en 1967 y Chile en 1973, significó la llegada de niños griegos y chilenos. Lo mismo ocurrió con las guerras civiles en África, en los años 60 y 70 del siglo XX, que produjo la llegada de niños angoleños, etíopes y nigerianos.

## Actualidad
Desde 1947, fue administrado por las Sociedades de la Cruz Roja y de la Media Luna Roja de la URSS.
En años recientes, los niños y niñas acogidos en el Interdom vienen de zonas afectadas por desastres naturales, desastres provocados por el hombre y conflictos nacionales de diferentes partes de Rusia y repúblicas que formaron parte de la Unión Soviética. Actualmente, más de 350 niños de Rusia y otros países viven y son educados en el Interdom. 
En 1991, el Interdom tomó su forma actual con la construcción de un nuevo complejo de edificios. Desde 2016 y hasta el presente, el Hogar Internacional Infantil de Ivánovo lleva el nombre de Elena Stásova. Hoy en día, es el hogar de niños más grande de Rusia con un área de jardines, un complejo residencial, una escuela, con centros deportivos, una piscina y una sala de conciertos. 

## Premios y condecoraciones
- 1978: Orden de la Amistad de los Pueblos de la Unión Soviética «por el éxito en la enseñanza y la formación de la generación más joven».
- 1983: Orden de la República Popular de Bulgaria (1.ª clase) y Estrella de la Amistad de los Pueblos de la República Democrática Alemana «por el éxito en la crianza y educación de los niños»
- Diciembre de 2016: Medalla "Date prisa para hacer el bien" del Comité para los Derechos Humanos de la Federación de Rusia «por sus largos años de trabajo en la educación y formación de niños y niñas con circunstancias difíciles en la vida»